# Саутмонт (Пенсилванија)
Саутмонт (енгл. Southmont) град је у америчкој савезној држави Пенсилванија.

## Демографија
По попису из 2010. године број становника је 2.284, што је 22 (1,0%) становника више него 2000. године.
| Група             | 2000.         | 2010.         |
| Белци             | 2.219 (98,1%) | 2.166 (94,8%) |
| Афроамериканци    | 5 (0,2%)      | 16 (0,7%)     |
| Азијати           | 10 (0,4%)     | 30 (1,3%)     |
| Хиспаноамериканци | 11 (0,5%)     | 51 (2,2%)     |
| Укупно            | 2.262         | 2.284         |